# Fujikawa, Yamanashi
Fujikawa (japanska: 富士川町?, Fujikawa-chō) är en  landskommun (köping) i Yamanashi prefektur i Japan. 